# Pallippuram
Pallippuram es una ciudad censal situada en el distrito de Alappuzha en el estado de Kerala (India). Su población es de 28276 habitantes (2011).

## Demografía
Según el censo de 2011 la población de Pallippuram era de 28276 habitantes, de los cuales 13893 eran hombres y 14383 eran mujeres. Pallippuram tiene una tasa media de alfabetización del 95,10%, superior a la media estatal del 94%: la alfabetización masculina es del 97,54%, y la alfabetización femenina del 92,75%.